# O Pereiro de Aguiar
O Pereiro de Aguiar (Spanisch: Pereiro de Aguiar) ist eine Gemeinde im Nordwesten Spaniens. Sie liegt in der Provinz Ourense, innerhalb der Autonomen Region Galicien nahe der Grenze zu Portugal.

## Bevölkerungsentwicklung der Gemeinde
Legende: Pereiro___O Pereiro de Aguiar

Quelle: INE-Archiv – grafische Aufarbeitung für Wikipedia

## Gemeindegliederung
Die Gemeinde O Pereiro de Aguiar ist in 13 Parroquias gegliedert:
| Parroquias              | Patrozinium    | Einwohner 2024 | Fläche km² | Dichte Einw./km² | Höhe msnm | Ortskennzahl |
| ----------------------- | -------------- | -------------- | ---------- | ---------------- | --------- | ------------ |
| Calvelle                | San Miguel     | 464            | 4,33       | 107              | 415       | 32058010000  |
| Chaodarcas              | Santa Ana      | 174            | 3,30       | 53               | 558       | 32058030000  |
| Covas                   | San Cibrao     | 958            | 5,44       | 176              | 465       | 32058020000  |
| A Lamela                | Santa María    | 750            | 2,44       | 307              | 334       | 32058040000  |
| Melias                  | Santa María    | 331            | 5,33       | 62               | 204       | 32058050000  |
| Prexigueiró             | San Salvador   | 902            | 6,70       | 135              | 315       | 32058090000  |
| Sabadelle               | San Martiño    | 485            | 5,08       | 95               | 423       | 32058100000  |
| San Martiño de Moreiras | San Martiño    | 258            | 2,09       | 123              | 385       | 32058070000  |
| San Xoán de Moreiras    | San Xoán       | 361            | 3,13       | 115              | 451       | 32058060000  |
| Santa Marta de Moreiras | Santa Marta    | 1.232          | 15,56      | 79               | 359       | 32058080000  |
| Tibiás                  | San Bernaldo   | 247            | 2,02       | 122              | 277       | 32058110000  |
| Triós                   | San Pedro      | 161            | 2,37       | 68               | 520       | 32058120000  |
| Vilariño                | Santa Cristina | 324            | 3,08       | 105              | 209       | 32058130000  |

## Wirtschaft
| Ackerbau, Viehzucht und Fischerei                                                  | 042   | 01,53  |
| Industrie                                                                          | 0395  | 014,37 |
| Bauwirtschaft                                                                      | 0208  | 07,57  |
| Dienstleistungsbetriebe                                                            | 2.103 | 076,53 |
| Total                                                                              | 2.748 | 100,00 |
| * Daten aus dem Statistischen Amt für Wirtschaftliche Entwicklung in Galicien, IGE |       |        |

## Persönlichkeiten
- Benito Jerónimo Feijoo (1676–1764), Ordensgeistlicher und Gelehrter